# Nicolas Goyard
Nicolas Goyard (* 3. Januar 1996) ist ein französischer Windsurfer. Er gewann 2019 den Weltmeistertitel im Foil und 2021 im Slalom. Außerdem konnte er 2021 die erste Weltmeisterschaft im iQFoiL und 2022 die prestigeträchtige Langstreckenregatta Défi Wind für sich entscheiden.

## Biografie
Goyard verbrachte seine Kindheit vor allem in Neukaledonien, wo er zunächst das Segeln lernte und im Alter von elf mit dem Windsurfen begann. Mit 18 zog er für die Aufnahme eines Studiums zurück nach Frankreich. In der Saison 2014 debütierte Goyard beim Event in Plomeur im Windsurf World Cup. Nachdem er bis 2016 nicht über einen 16. Platz hinausgekommen war, gelang ihm bei Windsurf World Cup Sylt 2018 der Durchbruch. Er errang mit einem 2. Platz im Foil seinen ersten Podestplatz. Ein Jahr später konnte er am selben Ort mit seinem ersten World-Cup-Sieg den Weltmeistertitel im Foil sichern.
Nachdem durch die COVID-19-Pandemie nahezu alle Wettkämpfe 2020 abgesagt wurden, trat zur Saison 2021 die Zusammenlegung der Disziplinen Slalom und Foil in Kraft. Seitdem können die Fahrer nun selbst entscheiden, ob sie mit der klassischen Finne oder mit dem Foil antreten. In der Regel wird bei wenig Wind der Foil und bei starkem Wind weiterhin die Finne genutzt. Aufgrund dessen überraschte Goyard die versammelte Weltspitze beim Event im israelischen Tiberias, als er bei schwierigen Bedingungen und verhältnismäßig starkem Wind von etwa 30 Knoten ausschließlich unter Nutzung eines Foils fünf von sieben ausgetragenen Rennen für sich entscheiden konnte. Durch die Absage der nachfolgenden Events stand Goyard am Saisonende auch als Weltmeister im Slalom fest. Im selben Jahr konnte er zudem die erstmalig ausgetragene Weltmeisterschaft im iQFoiL, der neuen olympischen Windsurfklasse, am Silvaplanersee gewinnen. 2022 errang er bei der renommierten Langstreckenreggata Défi Wind den Sieg vor seinem Landsmann Antoine Albeau.
Goyards älterer Bruder Thomas ist ebenfalls Windsurfer und gewann bei den Olympischen Sommerspielen 2020 die Silbermedaille im RS:X.

## Erfolge

### World-Cup-Wertungen
| Saison | Slalom | Slalom | Foil  | Foil   |
| Saison | Platz  | Punkte | Platz | Punkte |
| ------ | ------ | ------ | ----- | ------ |
| 2015   | 42.    | 3012   | –     | –      |
| 2016   | 33.    | 4688   | –     | –      |
| 2017   | 41.    | 2180   | 12.   | 2720   |
| 2018   | 42.    | 28.050 | 33.   | 20.100 |
| 2019   | 41.    | 19.300 | 1.    | 29.700 |
| 2021   | 1.     | 10.300 | –     | –      |
| 2022   | 5.     | 19.700 | –     | –      |
| 2022   | 31.    | 20.400 | –     | –      |

### World-Cup-Siege
| Datum               | Ort         | Land        | Disziplin |
| ------------------- | ----------- | ----------- | --------- |
| 27.09. – 06.10.2019 | Sylt        | Deutschland | Foil      |
| 21.06. – 25.06.2021 | Tiberias    | Israel      | Slalom    |
| 27.07. – 05.08.2023 | Costa Calma | Spanien     | Slalom    |

### Weitere Erfolge
- Sieger Défi Wind 2022[6]
- iQFoil-Weltmeister 2021[5]